# Sorkifalud
Sorkifalud es un pueblo ubicado en el distrito de Szombathely, condado de Vas, Hungría.

## Superficie
Posee una superficie de 17,37 kilómetros cuadrados.

## Demografía
Hasta 2022 la población era de 634 habitantes, con una densidad de población de 36,50 habitantes por kilómetro cuadrado.